# Elasmobrânquios
Elasmobranchii (do grego elasmo, placa + branch, brânquia) é uma subclasse de peixes cartilagíneos, com mais de mil espécies já identificadas, e que inclui os tubarões e as raias. Em português, chamam-se de elasmobrânquios. Duas superordens são reconhecidas:
- Selachimorpha - os tubarões
- Bathoidea - as raias